# فاطمه یوسف
فاطمه یوسف (انگلیسی: Fatima Yusuf؛ زادهٔ ۲ مه ۱۹۷۱) ورزشکار دو و میدانی اهل نیجریه است.
وی در مسابقات کشوری و بین‌المللی در مجموع برندهٔ ۱ مدال طلا، ۱ مدال نقره شده‌است.